# Heinsener Klippen
Die Heinsener Klippen sind ein ehemaliges Naturschutzgebiet in der niedersächsischen Gemeinde Bevern in der Samtgemeinde Bevern im Landkreis Holzminden.

## Allgemeines
Das ehemalige Naturschutzgebiet mit dem Kennzeichen NSG HA 095 ist 230 Hektar groß. Es war nahezu vollständig Bestandteil des FFH-Gebietes „Burgberg, Heinsener Klippen, Rühler Schweiz“ und des EU-Vogelschutzgebietes „Sollingvorland“. Das 1986 ausgewiesene, 63 Hektar große Naturwaldreservat „Heinsener Klippen“ ist Bestandteil des ehemaligen Naturschutzgebietes. Im Osten schließt das Naturschutzgebiet „Graupenburg“ an. Etwas nordwestlich liegt das Naturschutzgebiet „In den Eichen“. Das Gebiet stand seit dem 2. August 2001 unter Naturschutz. Es ersetzte das zum 13. März 1986 ausgewiesene, etwa 110 Hektar kleinere, gleichnamige Naturschutzgebiet. Zum 10. Dezember 2020 ging es im neu ausgewiesenen Naturschutzgebiet „Heinsener Klippen, Graupenburg“ auf. Zuständige untere Naturschutzbehörde war der Landkreis Holzminden.

## Beschreibung
Das ehemalige Naturschutzgebiet liegt nordöstlich von Heinsen innerhalb des Naturparks Solling-Vogler. Es stellte einen nach Süden exponierten Steilhang aus Muschelkalkstein im Wesertal und einen nach Norden anschließenden, flacheren Hang unter Schutz. Das Gebiet wird überwiegend von naturnahen, mesophilen Buchenwäldern und Kalktrockenhangwäldern geprägt. Daneben sind Schlucht- und Hangmischwälder zu finden.
Der Naturwald „Heinsener Klippen“ befindet sich im südlichen Bereich des ehemaligen Naturschutzgebietes. Der Wald wird hier seiner natürlichen Entwicklung überlassen. Innerhalb dieses Bereiches befindet sich ein kleiner, ehemaliger Steinbruch.
Im Westen des ehemaligen Naturschutzgebietes liegt – außerhalb des Geltungsbereichs der Verordnung über das Naturschutzgebiet – eine stillgelegte Mülldeponie.